# Zweibandton

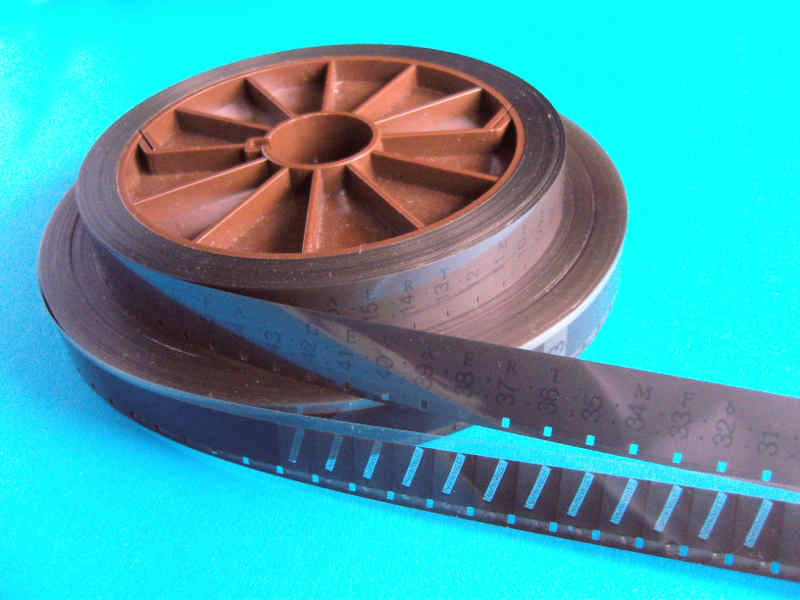
Unten der 16-mm-Film, oben der im Format identische Magnetfilm mit dem Ton (mono, maximal zwei Spuren für Stereoton)

Zweibandton bezeichnet beim Film die Aufzeichnung von Bild und Ton auf zwei getrennten Bändern. Heute enthalten Videobänder und digitale Filmdateien Bild und Ton fest verkoppelt und komfortabel gemeinsam auf einem Datenträger bzw. in einer Datei. Bis zur Ablösung der fotochemischen Filmproduktion durch die Videobandtechnik und später die Aufzeichnung auf digitalen Speichersystemen wurden Bild und Ton jedoch auf getrennten Geräten aufgezeichnet: Das Bild wurde mit der Filmkamera aufgenommen und der Ton auf Magnetband oder als Lichtton auf einem separaten Filmstreifen. Daher die Bezeichnung Zweibandton oder Zweibandverfahren. Ein grundsätzliches Problem aller dabei angewandten Techniken war, Bild und Ton durch alle Aufnahme- und Bearbeitungsschritte bis zur endgültigen Wiedergabe synchron zu halten.

## Die Entwicklung des Zweibandtons bei der professionellen Filmproduktion
Als der Stummfilm Ende der 1920er Jahre sprechen lernte (einer der ersten Tonfilme für die Kinovorführung war die US-Produktion Der Jazzsänger von 1927), stellte sich schnell das Problem der synchronen Verkopplung von Filmbild und Tonaufzeichnung. Nach ersten wenig erfolgreichen Versuchen mit der Verkopplung von Schallplatten und Filmprojektor erfolgte die Entwicklung des Lichttonverfahrens.

### Lichttonverfahren
Hier wurde der Ton mittels einer sogenannten Tonfilmkamera parallel zur Filmkamera auf einen perforierten Film aufgezeichnet, der in Form von aufbelichteten Lichtimpulsen ausschließlich die Tonsignale festhielt. Gleichlaufsteuerungs-Systeme gab es damals nicht. Um zu vermeiden, dass die Gleichlaufschwankungen der unterschiedlichen Geräte schon nach kurzer Zeit zu einem Auseinanderlaufen von Bild und Ton führten, wurden Kamera- und Tonaufzeichnungsfilm identisch perforiert und beide Geräte mit einer mechanischen Welle gekoppelt. Während der Nachbearbeitung wurde diese mechanische Verkopplung am Schneidetisch und im Tonstudio beibehalten. Für die Vorführ-Kopien belichtete man einen verkleinerten Tonstreifen seitlich neben das Filmbild mit auf. Erst damit waren bei der Vorführung Filmbild und Ton synchron. Zugleich hatte dies den Vorteil, dass Massenkopien in einem Prozess gezogen werden konnten.

### Nachteile des Lichttonverfahrens
Ein niedriger Geräuschspannungsabstand erzeugte hohe Nebengeräusche (Rauschen) und der Dynamikumfang (Laut/leise-Differenz) war sehr gering. Hohe Pegelunterschiede einer Aufnahmesituation bereiteten daher große Probleme, auch die Schauspieler durften ihre Sprechlautstärke nur wenig nuancieren, um gut hörbar zu sein. Außerdem ist das Filmmaterial anfällig für Beschädigungen wie Kratzer, die selbst bei pfleglicher Behandlung schnell auftreten können. Mehr als beim Bild macht sich dies bei der winzigen Tonspur durch Störungen bemerkbar.

### Perfobandverfahren

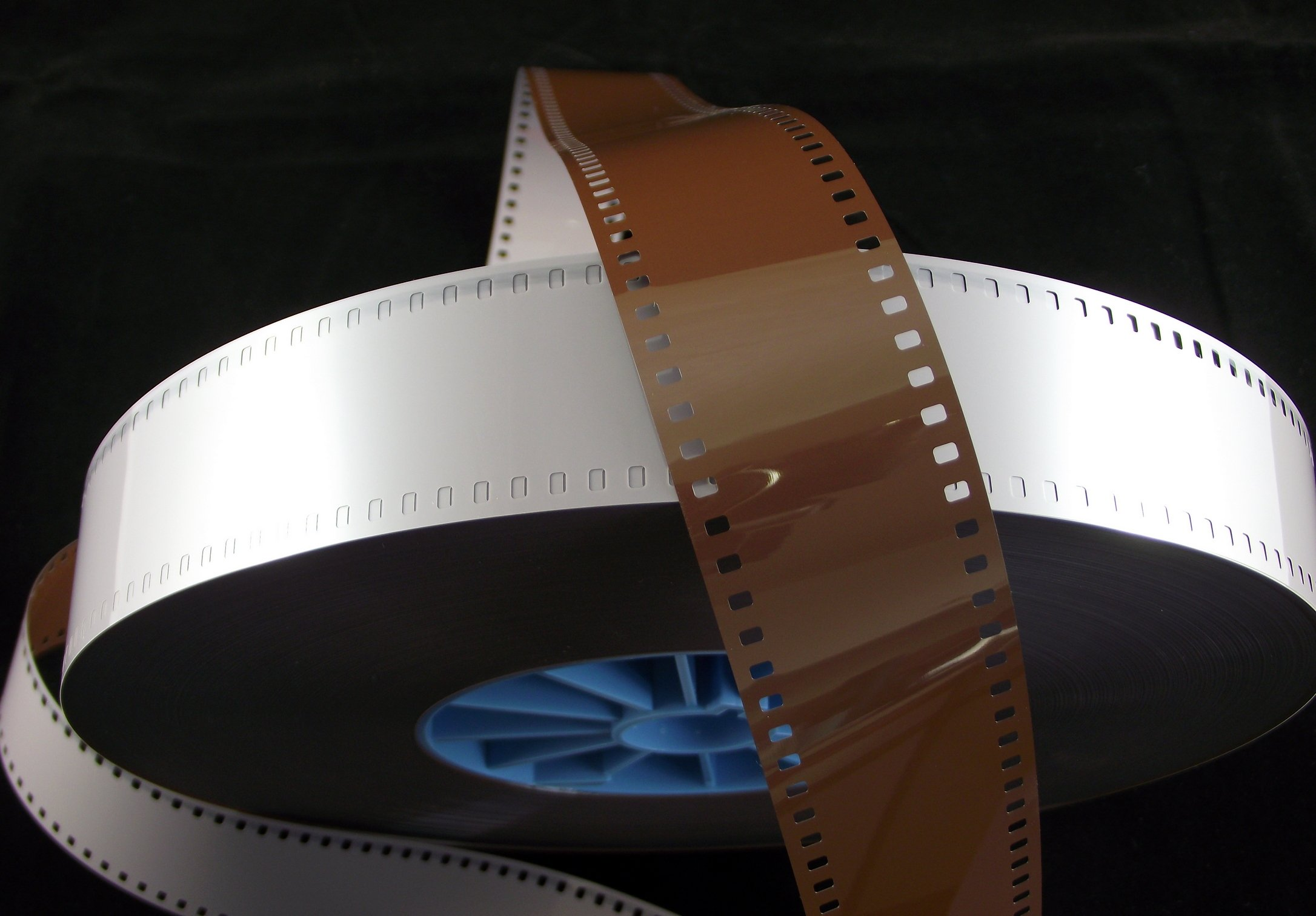
35-mm-Magnetfilm

Für Filmaufnahmen außerhalb des Studios waren mechanische Verkopplungen ohnehin nicht sehr praktisch. Mit dem Aufkommen der Magnetband-Technik wurde der perforierte chemische Tonaufzeichnungsfilm gegen einen Magnetfilm (Perfoband) ersetzt. Das war ein Tonband mit Perforationslöchern im gleichen Format wie das Filmmaterial. Die Synchronverkopplung erfolgte mittels Pilotton: Ein an der Filmkamera angebrachter Generator erzeugte einen Wechselstrom von 2 Hertz pro Filmbild (also 48 Hertz bei der üblichen Kino-Filmlaufgeschwindigkeit von 24 Bildern pro Sekunde), dieser Pilotton wurde per Kabel an den Tonrekorder übertragen. Dort wurde er verstärkt und steuerte das perforierte Tonband. Infolge der großvolumigen Perfoband-Rollen waren die Aufzeichnungsgeräte jedoch sehr unhandlich.

### Tonbandverfahren
Mit dem Aufkommen kleiner, robuster Tonbandgeräte mit Studioqualität in Hinsicht auf Gleichlauf, Geräuschspannungsabstand und Frequenzgang, wie zum Beispiel die Nagra wurde die Tonaufnahme endlich mobil. Jetzt konnte man auf ein handelsübliches, ¼ Zoll breites Tonband (in der Filmsprache „Schnürsenkel“ oder kurz „Senkel“ genannt) aufnehmen. Auch hier wurde per Pilotton synchronisiert: Der Pilotton-Wechselstrom wurde mit einem weiteren Impulskopf in der Bandmitte aufgezeichnet. Damit der Pilotton nicht hörbar wurde, erfolgte die Aufzeichnung mit zwei gleichzeitigen Pilottönen, von denen einer um 180 Grad phasenversetzt war. Da sich beide Signale gegenseitig auslöschten, blieb der Pilotton unhörbar. Für die spätere Verkopplung wurde nur eine Phase benutzt. Damit wurden auch Schrumpfungen oder Dehnungen der Aufzeichnungsbänder infolge Lagerung kompensiert.
Der Pilotton vom Tonband steuerte später die Überspielanlage, der Ton wurde posthum auf Perfoband überspielt und dieses am Schneidetisch und in der Tonregie synchronverkoppelt weiterbearbeitet.
Beim Filmschnitt war es hilfreich, wenn Filmstreifen und Tonband das gleiche Format und identische Perforationslöcher hatte. So ließen sich Bild und Ton der einzelnen Szenen bereits durch die Länge der beiden Medien abmessen und kontrollieren.
Dieses Verfahren wurde bis in die 1970er Jahre standardmäßig von den Rundfunkanstalten für die aktuelle Fernseh-Berichterstattung eingesetzt. Dabei wurde das Bild auf 16-mm-Umkehrmaterial (Positiv-Film) aufgenommen und im Original geschnitten. Der Ton wurde vor Ort mit dem tragbaren Tonbandgerät (z. B. Nagra) auf handelsüblichem Tonband („Senkel“) aufgenommen und für die weitere Bearbeitung im Schneideraum und Tonstudio auf Perfoband kopiert. Hiervon wurde auch gesendet.
Auch Lehr- und Informationsfilme wurden im Zweibandverfahren produziert. Die Vorführkopien erhielten aber in der Regel eine Lichttonspur.

### Quarzsteuerung
In den 1980er Jahren erhielten dann Filmkamera und Tonbandgerät eine Quarzsteuerung, die für den Gleichlauf von Kamera und Tonaufzeichnung sorgte. Das ersparte die Kabelverbindung zwischen den beiden Geräten, die in der Praxis hinderlich und gelegentlich aufgrund unerkannter Kabelbrüche für Ausfälle verantwortlich war.

## Zweibandton im Amateurbereich

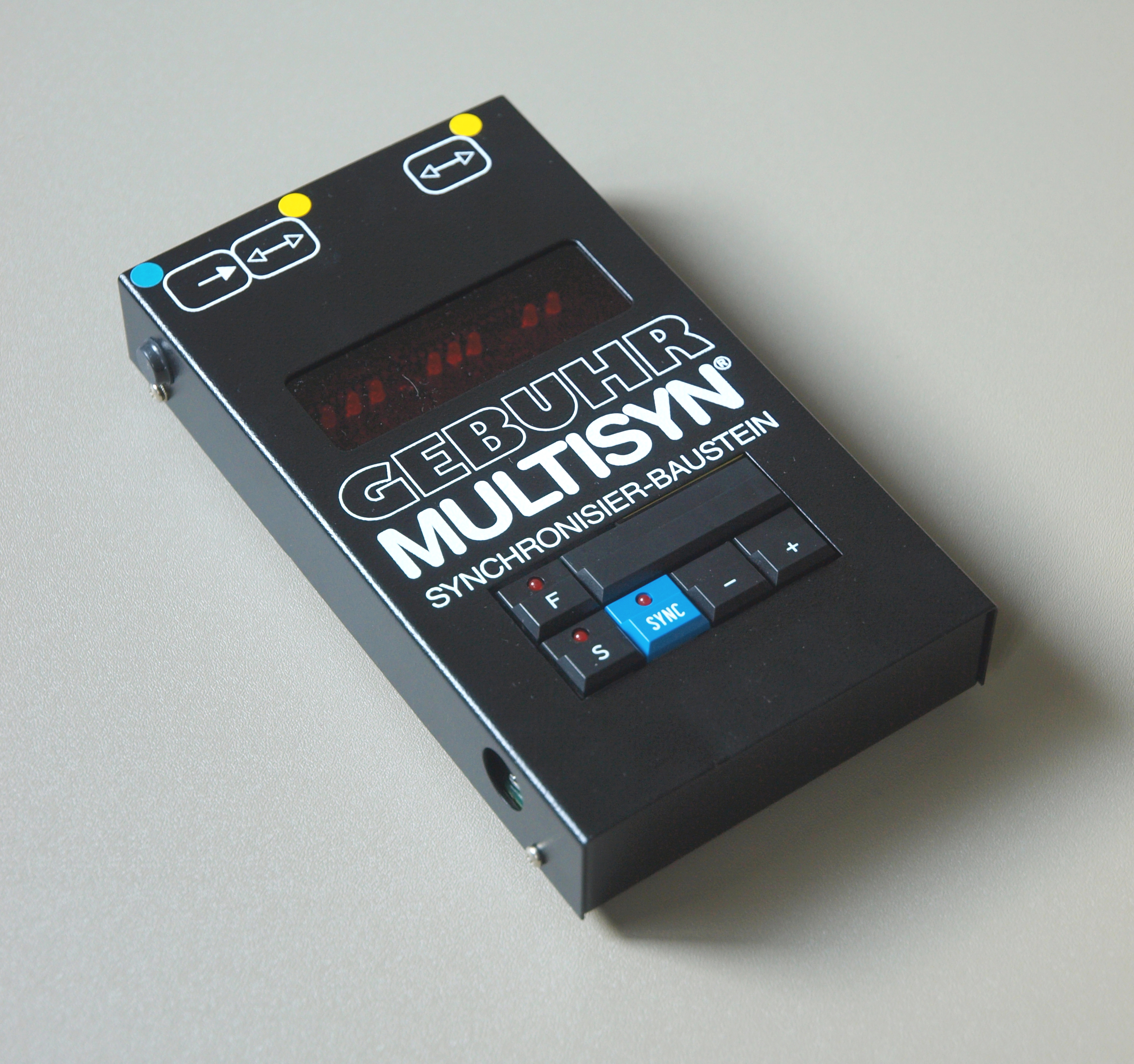
Das Gebuhr-Multisyn-Synchronisierungssystem synchronisiert folgende Impulse und Systeme: 1:1 mit 1000-Hz-Impulsen und Perfoband, ETS 1:4 mit 1000-Hz-Impulsen, Videobild, Netzfrequenz, Studiotakt, SPDIF und digitale Audioformate (48 kHz, 44,1 kHz und 32 kHz), Quarzsynchronität, Pilotton 50 Hz, Biphase für Perfoläufer, Schneidetische und Studio-Filmabtaster.

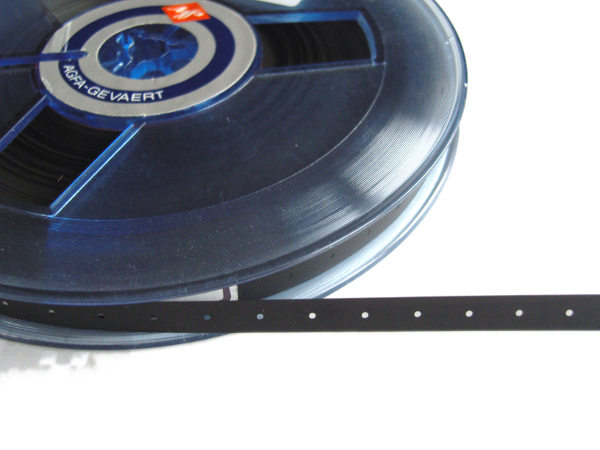
Eine Rolle Pötter-Perfoband mit Rundloch-Mittenlochung (Bezeichnung „RM“) für Halbspurköpfe und 19 cm/s

Bis zum Aufkommen von Tonbandgeräten für den Heimbereich in den 1950er Jahren blieb der Amateurfilm stumm. Ohnehin hatten die Filmkameras für das Normal-8- und 16-mm-Amateurformat in der Regel keinen Elektromotor, sondern ein Federwerk zum Aufziehen. Damit war wegen der großen Gleichlaufschwankungen eine Synchronität von Bild und Ton auch nicht näherungsweise zu realisieren.
Aber auch bei Kameras mit Elektromotoren war ein Synchronlauf von Bild und Ton nur mit vergleichsweise aufwendigen und teuren Geräten zu erreichen. Daher blieben diese Verfahren eine Domäne besonders engagierter Filmamateure, die sich häufig in Vereinigungen (z. B. BDFA – Bund deutscher Filmamateure bzw. -autoren) zusammenschlossen. In diesem Umfeld entstanden wichtige und qualitativ hochwertige Dokumentationen oder (seltener) Fiction-Filme, die heute von historischem Wert sein können.
Hierbei entwickelten sich unterschiedliche Vorgehensweisen und technische Verfahren:

### Vertonung im Nachhinein
Sofern eine aufwendige Ausrüstung für Synchronton nicht zur Verfügung stand, fand die Tonbearbeitung im Nachhinein statt. Mit dem Tonbandgerät konnte eine Musikuntermalung bei der Vorführung zugespielt werden, natürlich vorerst unsynchron. Bereits nach kurzer Zeit liefen Bild und Ton auseinander. Bei längeren Filmen waren schnell Differenzen von einer Minute zwischen Bild und Ton erreicht, je nach „Tagesverfassung“ von Projektor und Tonbandgerät. Einige Hersteller wie Eumig und Bauer begannen, Projektoren herauszubringen, die per „Fühlrädchen“ die Geschwindigkeit des laufenden Tonbandes abtasteten und sich in gewissen Grenzen an dem Tonband orientieren konnten. Exakt funktionierte diese Lösung nicht, aber für Musik und Kommentare bei kurzen Filmen war es ausreichend. Lippensynchronität war damit nicht zu erreichen. Mangelnde Synchronität bei Sprache oder markanten Tonereignissen wird vom menschlichen Gehirn sofort unangenehm bemerkt.

### Liveton-Kameras
Größere Verbreitung im Amateurbereich fand der Filmton erst mit der Verbreitung des Super-8-Films in der einfach zu handhabenden Kassette. 1973 stellte die Firma Kodak eine Variante vor, bei der der Filmstreifen am Rand mit einer Magnetpiste versehen war, auf der in der Kamera der Ton im Prinzip wie in einem verkleinerten Tonbandgerät aufgezeichnet werden konnte (siehe Liveton-Kameras). Allerdings war die Klangqualität systembedingt sehr eingeschränkt. Der Pistenton hatte nur das Frequenzspektrum eines besseren Telefons. So wurde im Amateurbereich nach Möglichkeiten gesucht, externe Bandgeräte mit den Schmalfilmkameras zu verkoppeln. Denn mit einem guten Heimtonbandgerät war damals schon Hifi-Qualität problemlos möglich.

### Einheits-Tonsystem ETS
In den 1960er Jahren entwickelte Günther Grothe vom Bundesverband Deutscher Film-Autoren (BDFA) hierzu das sogenannte Einheits-Tonsystem ETS, dessen Entwicklung in der DIN-Norm 15970 mündete, welche die technischen Parameter exakt definiert. Ursprünglich waren zwei Verkopplungsmechanismen vorgesehen: Einmal mit der Aufzeichnung von einem 1000-Hz-Impuls pro Bild und einmal mit der Aufzeichnung von einem 1000-Hz-Impuls pro 4 Bilder. Die Steuerungen für das letztere Verfahren konnten ohne Elektronik, nämlich ausschließlich mit mechanischen Relais betrieben werden. Daher setzte sich dieses Verfahren im Amateurbereich bevorzugt durch.
Hier wurden die Impulse vom Slave (also von Kamera oder Projektor) gezählt und mit den Impulsen vom Master (hier also vom Tonband) verglichen. Je nach Differenz wurde das Slave-System schneller oder langsamer gefahren, bis der Gleichstand der Impulszählungen wieder erreicht war.
Beim ETS-Tonverfahren steuerte das Tonband den Projektor, da Gleichlaufschwankungen im Ton sofort zu bemerken sind, während sie im Filmbild kaum auffallen.
Allerdings machte es dieser Umstand fast unmöglich, den ETS-Zweibandton nachträglich auf die Tonpiste eines aktuellen Projektors zu kopieren: Es kam oft zu Gleichlaufschwankungen und Tonjaulen.
Das ETS-Verfahren wurde schnell durch die aufkommenden Tonfilmprojektoren der Firma Bauer hinfällig, denn diese boten durch auf den Film aufgeklebte Magnetton-Randspuren immer eine vollständige Synchronität und bei Super-8 durch die sogenannte Ausgleichsspur sogar eine zweite Tonspur. Damit ließen sich schon brauchbare Tonmischungen herstellen, wenngleich systembedingt der Pistenton wie schon oben erwähnt nicht besonders gut war.
Die Impulsreduzierung und andere Probleme des ETS-Verfahrens lieferten in den 1970er Jahren die Marktlücke für viele Synchronsysteme-Hersteller, die auf 1:1-Steuerungen setzten.

### Synchronsysteme
Der Markt für Synchronsysteme boomte schnell. In den 1970er Jahren konnte der ernsthafte (und finanziell betuchte) Filmamateur aus etwa 20 verschiedenen Synchronsystemen auswählen: Casy, Gigge, Synputer, HVS, Bröker und viele mehr. Letztendlich durchgesetzt hat sich nur das Verfahren der Firma Gebuhr, ein innovatives Computersystem mit aufwändiger eigener Programmierung, damals schon seiner Zeit weit voraus. Das immer noch erhältliche Gebuhr Multisyn lässt sich auch heute noch mit fast allen Amateur- und Profi-Synchronsystemen kombinieren.

### Perfoband
Ein Nachteil der impulsgesteuerten Systeme war jedoch, dass man die Impulse auf dem Tonband nicht sehen konnte, sie wurden meist auf einem Display des Steuergerätes digital angezeigt. Das machte die Filmschnitt-Nachbearbeitung oft etwas mühsam, denn Synchronimpulse und Filmperforationslöcher mussten abgezählt werden.
Deshalb gab es im Amateurbereich diverse Versuche der Synchronverkopplung mit perforiertem Tonband, ähnlich wie in der oben angeführten Profi-Liga mit dem Perfoband. Super-8-Magnetfilm (“Cordband”) hatte die gleichen Abmessungen wie der Filmstreifen, aber brachte keine Verbesserungen, denn der Super-8-Film liefert bei 24 Bildern/pro Sekunde eine Tonband-Laufgeschwindigkeit von etwa zehn Zentimeter pro Sekunde – damals viel zu wenig für eine brauchbare Tonverbesserung.
Ein System konnte sich allerdings sehr gut auf dem Markt behaupten: Das sogenannte „Langloch-Perfoband“ wurde von der Gigge Synchronfilm GmbH entwickelt: In ein übliches hochwertiges Tonband wurden mittig Löcher eingestanzt. Mit einem umgebauten Uher-Report Tonbandgerät bzw. einem extern ansetzbaren vorwärts und rückwärts zählenden Perfo-Lesekopf wurden diese gezählt und mit den Impulsen des Projektors verglichen. Diverse kostengünstige Bastelanleitungen zum Selbstbau für die Steuerung gab es gratis in Amateurfilmmagazinen wie dem damals sehr beliebten „Film- und Ton Magazin“. Sie sorgten für eine gute Verbreitung des Systems. Allerdings waren auch hier die Formate von gelochtem Tonband und Schmalfilmperforation unterschiedlich. Mitzählen beim Filmschnitt war also wieder erforderlich!
Die Hersteller von professionellen Filmschneidetischen wie Steenbeck und Schmidt boten die Verkopplung eines Super-8- mit einem 16-mm-Magnetfilm (Perfoband) an. Allerdings waren auch hier die unterschiedlichen Abmessungen von Bild- und Tonstreifen beim Filmschnitt auch wieder eher unpraktisch.
Generell betrachtet waren alle damaligen Synchronsysteme für Inszenierung mit Schauspielern wenig geeignet. Eine Dialogszene mit Gegenschnitten von zwei Gesprächspartnern zu vertonen, ist zwar machbar, aber mühsam. Der Erhalt der Synchronität erfordert größere Mühe als das inhaltliche Montieren der Filmstücke. Allerdings beschäftigte sich nur eine Minderheit synchronton-begeisterter Filmer mit inszenierten Filmen. Der Großteil filmte Dokumentarisches in jeder Form. Der Ton bestand aus Life-Atmosphäre und Interviews, und für diese Zwecke boten die Synchronsysteme ausreichend Spielraum für Kreativität.

## Digitalisierung von Schmalfilmen mit Zweibandton
Um Schmalfilme auf moderne Digitalformate umzukopieren, gibt es verschiedene Möglichkeiten. Das beginnt mit dem einfachen „Abfilmen“ von der Leinwand mit dem Camcorder in Echtzeit, das für den „Hausgebrauch“ erstaunlich gut gelingt. Wichtiges Filmmaterial kann man „Frame by Frame“ professionell kopieren lassen – evtl. sogar mit „Flying-Spot-Abtastung“, bei der ein Laserpunkt die Filmbilder sukzessive abtastet. Die Anpassung an die ursprüngliche Projektionsgeschwindigkeit des Films erfolgt über Computerschnittsoftware, mit der auch der Ton des Films ohne jegliche Synchronisation überspielt und dann dem Film bildgenau angepasst wird. Die Vielspurtechnik der Computerschnittsoftware ermöglicht zudem eine einfache Neu- bzw. Zusatzvertonung.